# Distretto di Midong
Il distretto di Midong (米东区S, Mǐdōng QūP) è un distretto della Cina, situato nella regione autonoma di Xinjiang e amministrato dalla prefettura di Ürümqi.